# 지은 (신라)
지은(知恩, ?~?)은 신라의 효녀이다.

## 생애
그녀는 홀어머니를 품팔이나 구걸을 통해 봉양했지만 그럼에도 살림이 점차 부족해지자 부잣집에 몸을 팔아 쌀 10여 석을 받으며 생계를 이어갔다. 그렇게 3, 4일이 지나자 그녀의 어머니가 밥은 좋은데 맛이 전과 같지 않고 속을 칼로 베어내는 것 같다고 했자 지은은 사실을 말하게 되었고 모녀는 통곡하게 되었다.
이 때 지나가던 화랑 효종랑(孝宗郎)이 이 광경을 보게 되어 그의 부모에게 청해 곡식 100석과 옷가지를 모녀에거 보내주었다. 그리고 그를 따르던 낭도 천여 명도 각기 곡식 한 섬씩을 내어주었으며, 신라의 임금도 이 이야기를 듣고 벼 500석과 집 한 채를 주고 부역 또한 면제해 주며 군사를 보내어 그 집의 재산을 지켜주고 동네이름을 효양방(孝養坊)이라고 하였다.
이후 당나라의 황실에도 그녀의 효행을 글로써 전해졌으며, 모녀의 집을 내어 양존사(兩尊寺)라는 절로 삼았다.